# 圣塞西利亚 (巴西)
圣塞西利亚是巴西帕拉伊巴州的一个市镇。总面积227.838平方公里，总人口6694人，人口密度29.4人/平方公里。